# Imázs
Az imázs általános értelemben „meggyőződések, elgondolások és benyomások összessége, amelyekkel az egyén bármiről (tárgy, ember, csoport stb.) rendelkezik.” Az imázs a tudatban „lakozik”, mint a tapasztalatok bizonyos tükörképe, leképeződése. A leggyakrabban a márkaimázs kapcsán használjuk ezt a fogalmat.

## Az imázs szerkezete
Az imázsnak van
- pozíciója (képzeletbeli koordináta-tengelyek mentén a tudatunkban van bizonyos terület, ahol az imázs elhelyezkedik - e terület meghatározását nevezik a marketingkommunikációban pozicionálásnak)
- helyezése (az imázsnak az elhelyezkedésén túl fontos a besorolási sorrendje is - ez meghatározhatja az egyén választását több lehetőség közül)
- kontúrja (az imázs lehet jól körülhatárolt, de lehet bizonytalan képződmény is - a márkaimázs esetében pl. meggondolatlan arculatváltás, következetlen reklámstratégia következtében)[3]